# Робокоп возвращается
«Робокоп возвращается» (англ. RoboCop: Prime Directives (рус. Робокоп: Основные директивы)) — канадский телевизионный мини-сериал, выпущенный в 2001 году. Сериал является спин-оффом основной трилогии «Робокоп». Сериал был создан Fireworks Entertainment и показан MGM Television. Состоит из четырех эпизодов полной длины: «Правосудие тьмы», «Переплавка», «Воскрешение» и «Разрушить и сжечь». Все четыре эпизода были выпущены на DVD.
Касательно персонажа Энн Льюис, О'Брайен продолжил: «Насколько нам известно, Энн Льюис мертва. Произошло ли это в фильме «Робокоп 3» или нет, мы оставляем на усмотрение отдельного зрителя».

## Сюжет
Через тринадцать лет после событий трилогии, Робокоп давно устарел и устал. Дельта-Сити (ранее Детройт) теперь считается самым безопасным местом на Земле, и Робокопа больше не считают особенно необходимым. В первой половине серии основное внимание уделяется бывшему партнеру Алекса Мёрфи, Джону Кейблу, который был убит Робокопом из-за взлома его системы и перепрограммирования. Затем Кейбла так же восстанавливают в виде киборга, в большинстве аспектов, идентичных модели Робокопа, за исключением цвета и добавления второго пистолета. «РобоКейбл» отправляется уничтожить Робокопа, но после нескольких битв Кэйбел вспоминает, кто он на самом деле, и присоединяется к Мёрфи. Между тем, OCP (на грани банкротства) приглашает интригующего исполнительного директора Дамиана Лоу, которому удается убить весь совет директоров. Чтобы вернуть OCP, он планирует использовать искусственный интеллект под названием SAINT для автоматизации всего города.
Вторая половина серии представляет доктора Дэвида Кейдика, который планирует внедрить «биотехнологический» вирус под названием «Легион», чтобы уничтожить не только Дельта-Сити, но и всю жизнь на планете, заражая компьютеры и людей. Он берет под свой контроль РобоКейбла, устанавливая в нем чип, который причиняет ему боль или смерть, по приказу Кейдика. Робокоп получает помощь от группы технических воров во главе с Энн Ки, которые преисполнены решимости остановить Кайдика, а также от собственного сына Робокопа — Джеймса, который вырос и знает о судьбе своего отца. Робокоп и его товарищи пытаются остановить Кейдика от проникновения в башню OCP и активации SAINT, который предположительно способен убить почти всех людей. Робокоп и Джеймс объединяются друг с другом против РобоКейбла. Ки и Кайдик умирают во время конфронтации друг с другом. Используя устройство EMP Джеймса и выключив Робокопа, РобоКейбл и Легион отключаются. Робокоп перезагружается без его предыдущего программирования и ограничений от OCP (а также для восстановления его личности как «Алекс Мёрфи» в отличие от номера продукта OCP) или его главных директив. После просмотра прощального сообщения, оставленного Кейблом, Мёрфи возвращается к действительной обязанности прекратить рост преступности в Дельта-Сити и решает, что он будет следовать своим трем основным директивам: служить обществу, защищать невиновных и соблюдать закон.
В эпилоге Мёрфи и его союзники формируют основу главных директив, тогда как OCP оспаривается публично и сталкивается с тысячами обвинительных заключений и многомиллиардным судебным процессом.

## В ролях
| Актёр              | Роль                   |
| ------------------ | ---------------------- |
| Пэйдж Флэтчер      | Алекс Мёрфи / Робокоп  |
| Морис Дин Уинт     | Джон Кейбл / РобоКейбл |
| Мария Дель Мар     | Сара Кейбл             |
| Энтони Лемке       | Джеймс Мёрфи           |
| Лесли Хоуп         | Энн Р. Кей             |
| Джерент Вин Дэйвис | Дэвид Кейдик           |
| Кевин Джубинвилл   | Дэмиан Лоу             |
| Энтони Дж. Мифсуд  | Чак Конфлиграт         |
| Юджин Кларк        | Карвер                 |
| Марни Томпсон      | Эбби Нормал            |
| Франсуаза Ип       | Лекс Айкон             |

## Производство
Fireworks Entertainment заявили, что они хотят использовать права на телесериал для «франшизы о Робокопе» до того, как они истекли у «Prime Directives» и были переданы Джулиану Гранту. Грант имел репутацию досрочного завершения проектов и бюджета. Он, в качестве сценаристов, выбрал Джозефа О'Брайена и Брэда Абрахама. Ричард Иден, который играл роль Робокопа в другом сериале 1994 года, решил повторить роль этой серии, но переговоры пошли на отказ.
Предыдущее воплощение «Робокопа» было семейным сериалом с 1994 года. Однако Грант не проявлял интереса к тому, чтобы увековечить этот подход и вернул Робокопа к своим темным и сильным корням. Хотя события сериала происходят через десять лет после оригинального фильма, в производстве было запрещено использовать клипы и музыкальные композиции из художественных фильмов. Тем не менее, MGM получил лицензионные съёмок сцены смерти Мёрфи из оригинального фильма для телевизионного шоу. Создатели «Основных директив» взяли кадры, которые использовали в телевизионном шоу, перекрасили синие снимки и использовали их в третьем эпизоде «Воскресение».

## Эпизоды
| # | Название          | Длительность | Дата выхода     |
| - | ----------------- | ------------ | --------------- |
| 1 | Правосудие тьмы   | 95 мин.      | Января 4, 2001  |
| 2 | Переплавка        | 95 мин.      | Января 11, 2001 |
| 3 | Воскрешение       | 95 мин.      | Января 18, 2001 |
| 4 | Разрушить и сжечь | 95 мин.      | Января 25, 2001 |

## Выход на DVD
В 2002 году полная мини-серия была выпущена в Великобритании. Delta Visual Entertainment переиздал сериал «Робокоп: Основные директивы» на DVD в Великобритании 17 ноября 2008 года.
Lionsgate Home Entertainment выпустила весь четырехсерийный мини-сериал на DVD в 2003 году в четырех отдельных выпусках. Позже все четыре DVD-диска были переизданы в июне 2011 года.

## Критика и сборы
Сериал получил негативные отзывы. Критике подверглись специальные эффекты, местоположения, последовательность действий и общая стоимость производства, а также низкий бюджет, что было характерно для телевизионных постановок в этот период.
Практически без коммерческого продвижения «Prime Directives», премьера которого состоялась в Соединенных Штатах на SyFy, в результате получила слабые рейтинги. Несмотря на свои плохие рейтинги, он легко окупился за счет зарубежных продаж, получив существенную прибыль, и стал регулярным для канадского телеканала Космос.